# 밤비랍토르
밤비랍토르(Bambiraptor)는 중생대 백악기 후기(약 8,400만년 전~7,500만년 전), 오늘날 미국에서 서식했던 공룡이다. 전체 몸 길이는 약 1m, 체중은 2kg~3kg정도 내외인 소형 공룡이다. 학명은 '밤비(디즈니의 캐릭터) 약탈자'라는 의미를 갖고 있다. 화석은 미국에서 1995년 처음 발견되었다.

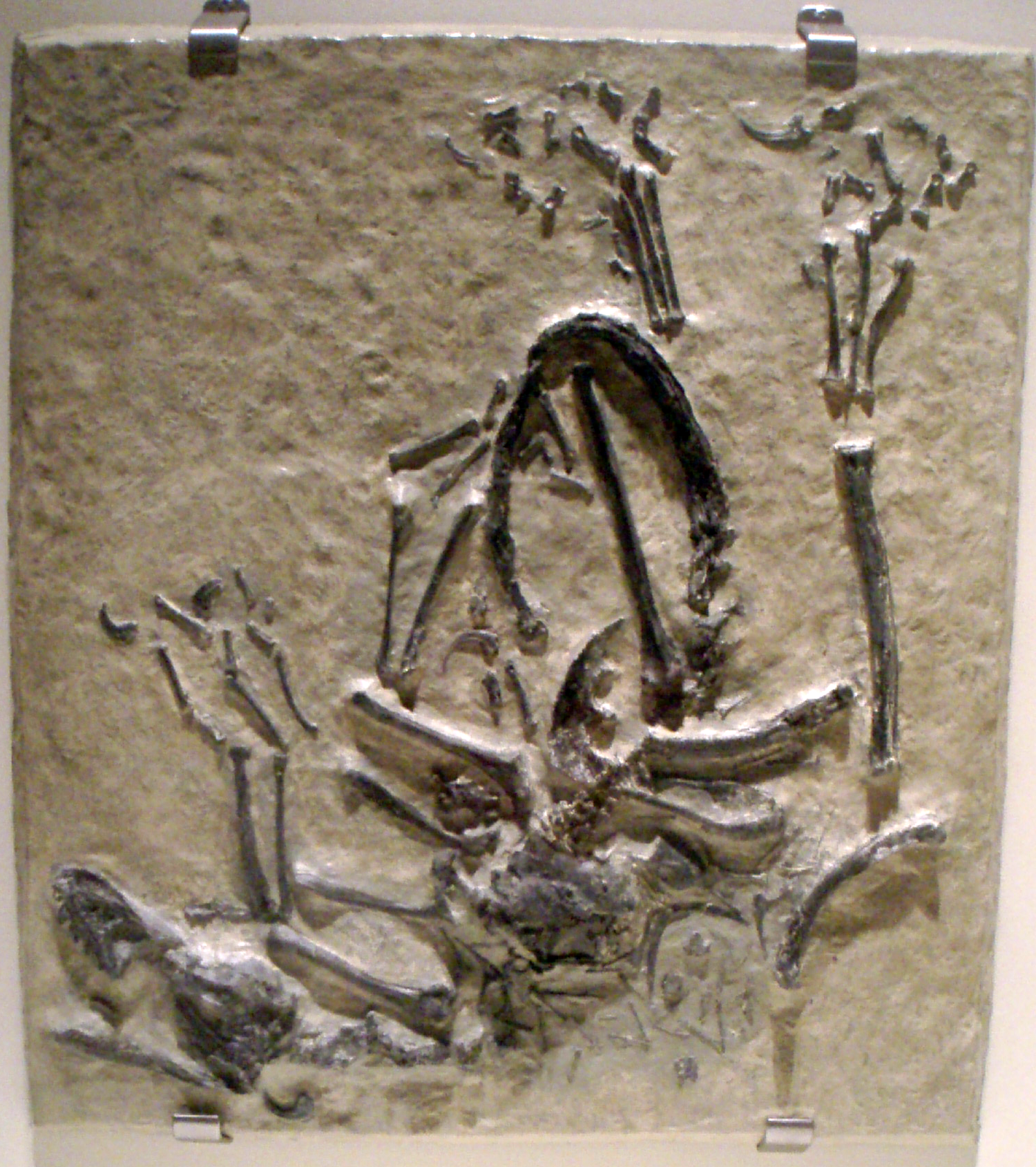
화석
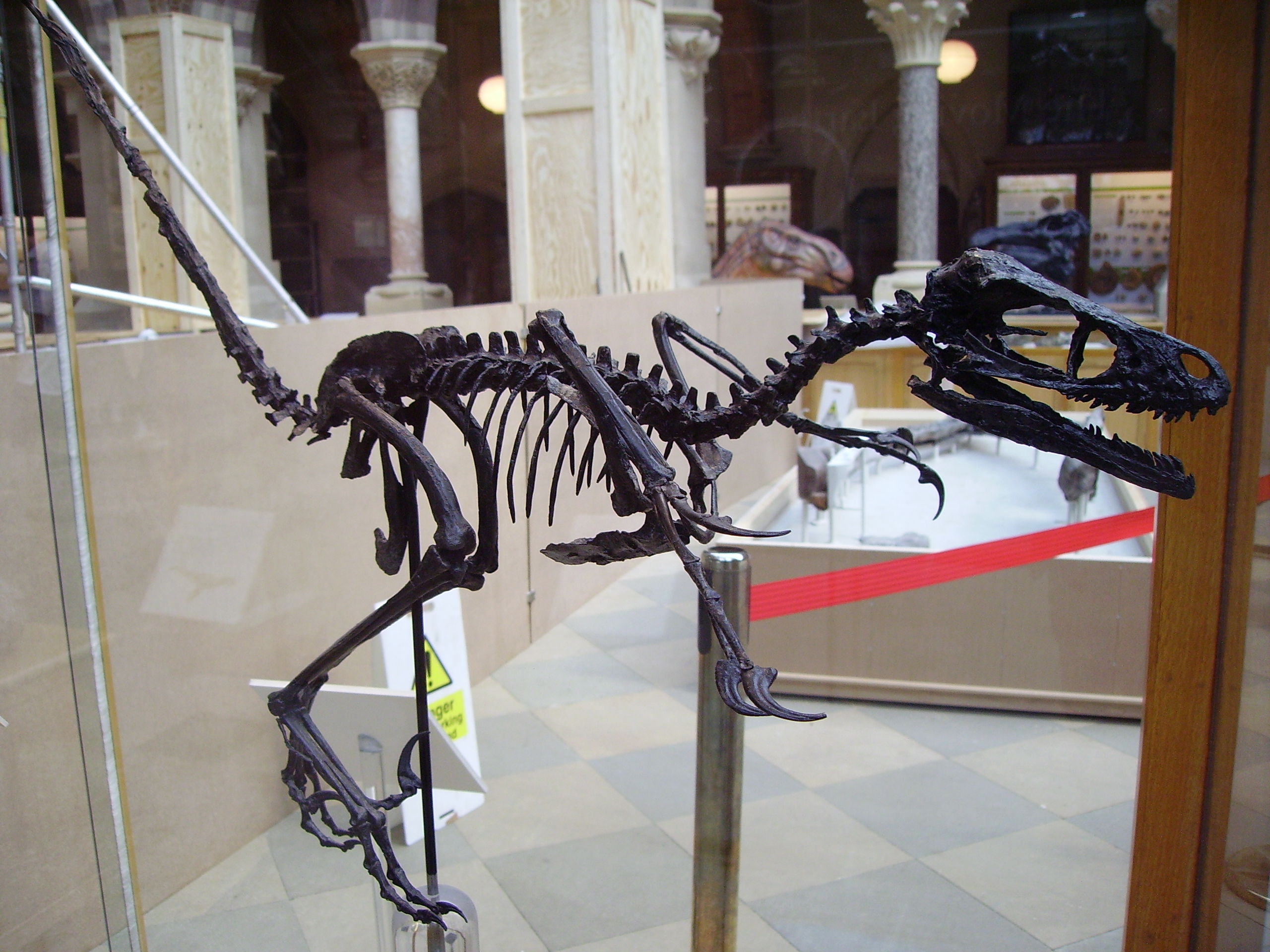
상상도